# لو (فیلم ۲۰۲۲)
لو (انگلیسی: Lou) فیلم آمریکایی در ژانر دلهره آور و اکشن محصول سال ۲۰۲۲ به کارگردانی آنا فورستر و نویسندگی مگی کوهن و جک استنلی است. این فیلم در تاریخ ۲۳ سپتامبر ۲۰۲۲ توسط نتفلیکس منتشر شد.

## طرح داستان
یک دختر جوان در طوفان قدرتمندی ربوده می‌شود. مادرش با همسایهٔ مرموزش به دنبال آدم‌ربا می‌پیوندد. سفر آن‌ها محدودیت‌های آن‌ها را آزمایش می‌کند و رازهای تاریک گذشته‌شان را آشکار می‌کند.

## بازیگران
- الیسون جنی در نقش لو آدل
- جرنی اسمالت در نقش هانا داوسون
- لوگان مارشال-گرین در نقش فیلیپ
- ریدلی آشا بیتمن در نقش وی داوسون
- مت کریون در نقش کلانتر رنکین
- گریستون هولت در نقش کریس
- دنیل برنهارت در نقش تونی
- آرجی فن‌شاو در نقش گری

## بازخورد
در وبگاه جمع‌آوری نقد راتن تومیتوز، ٪۷۰ از ۴۳ بررسی منتقدان مثبت است و میانگینِ امتیاز آن ۶٫۲/۱۰ است. این فیلم در متاکریتیک که از میانگین وزنی استفاده می‌کند، بر اساس نظر ۱۱ منتقدین امتیاز ۵۱ از ۱۰۰ را کسب کرده که نشان‌گر «نقدهای مختلط یا متوسط» است.